# Kommunistisk Enhedsfront (m-l)
Kommunistisk Enhedsfront (marxister-leninister) (islandsk: Einingarsamtök kommúnista (marx-lenínistar), forkortet EIK (m-l), var et islandsk maoistisk parti, der eksisterede fra 1973 til 1979. Det havde nære bånd til AKP (m-l) i Norge, eftersom stifterne af EIK (m-l) hovedsagelig var islændinge, der havde studeret i Norge. 
EIK (m-l) var 1976-78 Kinas kommunistiske partis foretrukne partner i Island og fik sine udtalelser offentliggjort i Beijing Review; men da EIK (m-l) kritiserede De tre verdener-teorien, på linje med Albaniens Arbejdets Parti og andre som f.eks. den danske organisation Kommunistisk Sammenslutning Marxister-Leninister, kom det til brud med KKP i 1978. 
Partiet udgav avisen Verkalýðsblaðið (det arbejdende folks blad) fra 1975 til 1979.
EIK (m-l) blev i 1979 indlemmet i Kommunistisk Samling (Kommúnistasamtökin) sammen med det konkurrerende maoistiske parti Islands Kommunistiske Parti (m-l) (Kommúnistaflokkur Íslands (m-l), der overtog udgivelsen af Verkalýðsblaðið frem til bladet lukkede sammen med partiet i 1985.
Geologen og forfatteren Ari Trausti Guðmundsson var formand for partiet gennem hele dets levetid; han var derefter formand for Kommunistisk Samling indtil 1983.